# カール・ヴィルヘルム (ナッサウ＝ウージンゲン侯)
カール・ヴィルヘルム（Karl Wilhelm, 1735年11月9日 - 1803年5月17日）は、ナッサウ＝ウージンゲン侯（在位：1775年 - 1803年）、ナッサウ＝ザールブリュッケン侯（在位：1797年 - 1803年）。

## 生涯
カール・ヴィルヘルムは、ナッサウ＝ウージンゲン侯カールと、ザクセン＝アイゼナハ公ヨハン・ヴィルヘルムの娘クリスティアーネ・ヴィルヘルミーネ・フォン・ザクセン＝アイゼナハの長男である。1770年に歩兵中将となり、1775年に父の跡を継いでナッサウ＝ウージンゲン侯となった。1789年に将軍となり、1790年にはワロン連隊の大佐となった。
1783年、ナッサウの結束を維持するために、ナッサウ＝ザールブリュッケン、ナッサウ＝ヴァイルブルク、ナッサウ＝ディーツ（オラニエ＝ナッサウ）とともにナッサウ家内協定（Nassauischer Erbverein）を結成し、長子のみが相続できるとした。ナッサウ＝ザールブリュッケン侯ハインリヒ・ルートヴィヒ（1768年 - 1797年）の死後、カール・ヴィルヘルムはナッサウ＝ザールブリュッケンを継承したが、侯領は1793年以降フランス革命軍に占領されていた。また、リュネヴィルの和約により、ライン川左岸の領土はフランスのものとなった。帝国代表者会議主要決議は、マインツ選帝侯、ケルン選帝侯、プファルツ選帝侯およびヘッセンの一部でそれを補償した。しかし、カール・ヴィルヘルムは同年に死去した。弟フリードリヒ・アウグストが侯位を継承した。
カール・ヴィルヘルムはフリーメイソンのメンバーであった。1778年にビーブリッヒ城にヴィースバーデン・フリーメーソン・ロッジ・プラトを設立し、これは現在も続いている。

## 結婚と子女
1760年4月16日、カール・ヴィルヘルムは、ライニンゲン＝ダグスブルク＝ハイデスハイム伯クリスティアン・カール・ラインハルトの娘カロリーネ・フェリツィタス（1734年5月22日 - 1810年5月8日）と結婚した。夫妻には以下の子女が生まれた。
- カール・ヴィルヘルム（1761年3月26日 - 1763年3月10日）
- カロリーネ・ポリクセネ（1762年4月4日 - 1823年8月17日） - フリードリヒ・フォン・ヘッセン＝カッセル＝ルンペンハイムと結婚
- ルイーゼ・ヘンリエッテ（1763年6月14日 - 1845年5月30日）